# Hedgapur, Aurad
Hedgapur là một làng thuộc tehsil Aurad, huyện Bidar, bang Karnataka, Ấn Độ.